# Muerte de Ptolomeo Cerauno
La muerte de Ptolomeo Cerauno se refiere a un enfrentamiento militar sucedido en 280 a. C., en un lugar desconocido. El mencionado monarca del Reino de Macedonia, miembro de la dinastía ptolemaica, resultó vencido por una fuerza de celtas encabezados por el jefe Bolgio. Cerauno perdió la vida y su reino se sumergió en el caos por varios años.

## Antecedentes

### Migración celta
En la primera mitad del siglo IV a. C., la presión demográfica en Europa Central entre los pueblos pertenecientes a la cultura de La Tène forzó a muchos de ellos a migrar al sur de los Alpes. Lo hacían por hambre o deseo de botín, seguros que ningún pueblo podría derrotarlos. Se dividieron en dos grupos: uno efectivamente invadió la llanura padana y expulsó a los etruscos, derrotando a los romanos en Alia. El otro pasó por Iliria siguiendo el vuelo de unos pájaros como augurio y se apoderó de la llanura panónica, pasando largos años aumentando su población y haciéndole la guerra a los pueblos vecinos hasta someter a los ilirios. Pronto, enviaron expediciones contra Grecia y Macedonia.
A principios del siglo III a. C., un jefe llamado Cambaules dirigió una primera expedición que llegó a Tracia, pero se retiró en cuanto se dio cuenta de que no tenía suficientes hombres como para enfrentar a los griegos. Sin embargo, los veteranos de dicha campaña trajeron noticias del rico botín conseguido y convencieron a lanzar una nueva campaña. Con muchos infantes y jinetes a su disposición, los jefes se dividieron en tres columnas: Ceretrio se dirigió al Este, contra los tribalios y tracios; Breno y Acicorio marcharon a Peonia; y Bolgio marchó por el Oeste contra ilirios y macedonios. Otras fuentes dicen que la migración se debió al hambre. Lo cierto es que era tal el miedo que causaban, que los reyes preferían pagarles antes de ser atacados.
Marco Juniano Justino, en el siglo II, afirmaba que migraron 300 000 galos. El monje benedictino del siglo VIII, Pablo el Diacono, afirmaba que eran unas 300 000 personas, de las que un tercio invadió la península itálica, otro tanto los Balcanes y otro siguió hasta Anatolia. El historiador estadounidense Fred Eugene Ray, considerando como verdadera la cifra de Justino y estimando que, en promedio, un cuarto de la población de una tribu eran hombres adultos capaces de lucha, cree que cada jefe galo podía disponer de quince a veinte mil guerreros, totalizando unos setenta y cinco mil aproximadamente: Ceretrio pudo tener unos 20 000 guerreros bajo su mando, Breno y Acicorio 20 000 cada uno y Bolgio otros 15 000.

### Ascenso de Cerauno
Después de traicionar y asesinar al rey Seleuco I Nicátor, vencedor de Corupedio, Ptolomeo Cerauno consiguió que el ejército macedónico lo reconociera como nuevo monarca. Antígono II Gónatas intentó aprovechar el caos para conquistar Macedonia con una flota, pero Cerauno salió a enfrentarlo en el mar. El regicida partió de Heraclea Póntica y en la subsecuente batalla naval forzó a Antígono a retirarse a Beocia, mientras él volvía a Macedonia a asegurar su control. También debió luchar brevemente con Antíoco, el hijo de Seleuco, pero el mayor peligro lo tuvo al enfrentar al rey Pirro de Epiro, con quien acordó un tratado de paz y le entregó suministros y un ejército de 5000 infantes, 4000 jinetes y 50 elefantes por dos años para su campaña en la península itálica. Pirro se casó con la hija de Cerauno y dejó a su hijo, también llamado Ptolomeo, como regente en su reino. Cerauno también logró hacer las paces con Antíoco.
Este tratado de paz con Pirro indica que Cerauno poseía un gran ejército, ya que podía desligarse de parte importante de sus hombres. También que seguramente no estaba seguro de la lealtad de esos soldados y temiera a Pirro, por ello prefería mantenerlos alejados. Quizás el contingente entregado a Pirro fueran el núcleo de veteranos de Lisímaco, tropas muy hábiles en el campo de batalla, pero cuya paga Cerauno no podía mantener con sus limitados recursos.

### Reinado de Cerauno
Cerauno se casó con su media hermana y viuda de Lisímaco, la reina Arsínoe II, y ordenó matar a sus hijos y la expulsó del reino. Según Justino, una vez conseguida la paz, el rey macedonio decidió garantizar su poder dentro de Macedonia y empezó a conspirar contra Arsínoe, quien controlaba Casandrea. No pudiendo aliarse con los hijos de la reina, cuyo trono había usurpado, fingió amor a su media hermana, Pero Arsínoe desconfió de él, pero Cerauno le aseguró que quería compartir el reino con sus hijos, que no habían tomado las armas en su contra y le prometió darles una porción. Incluso prometió enviar un mensajero para que hiciera el juramento en su nombre y ante los dioses que no le haría daño. Así, esta unión sería para reconciliarse con los hijos de Lisímaco, prometiendo adoptarlos y nombrarlos sus sucesores. Esto le serviría a Cerauno, pues al casarse con ella ganaría legitimidad e impediría a cualquier rival hacerlo lo mismo. Arsínoe aceptó para proteger a sus hijos y Cerauno envió a un sirviente, Dión a jurar en el templo de Zeus casarse con ella, darle el título de reina y adoptar a los jóvenes.
Las nupcias se celebraron con fiestas y gran pompa, e incluso Cerauno colocó en su hermana una diadema y le dio el título de reina, algo inédito en la historia de Macedonia. Posiblemente se celebró en Pela o Vergina. Arsínoe, feliz por haber recuperado el rango que había perdido al enviudar, decidió invitar a Cerauno a Casandrea. Adelantándose a su nuevo esposo, la reina ordenó a los ciudadanos adornar las casas, templos y edificios públicos y que sus hijos menores, Lísimaco de 16 años y Filipo de 13, los esperaran con coronas en sus cabezas. Al ser recibido en las cercanías, Cerauno fingió afecto y los abrazo, pero se demoró tiempo en besarlos. Sin embargo, al llegar a la puerta le ordenó a su ejército tomar la ciudad y asesinar a los muchachos, que huyeron con su madre, siendo asesinados en su regazo, mientras ella gritaba preguntándose qué crimen había cometido para merecer tal castigo. Rogaba que la mataran a ella a cambio de la vida de sus hijos y cubriéndolos con su cuerpo para morir en su lugar. Todo esto ocurrió, probablemente, unas pocas semanas después de la boda. Cerauno se negó a entregarle a sus hijos para darles un funeral digno y fue exiliada con dos sirvientas a Samotracia. Tal crueldad hacia ella probablemente se diera a algún resentimiento previo, quizás por ser responsable de la muerte de Agatocles o por ser hermana de Ptolomeo II Filadelfo, a quien su padre había preferido por sobre Cerauno para heredar su corona.

## Enfrentamiento

### Invasión de Macedonia
Eusebio afirmaba que Cerauno pasó a reinar sobre Macedonia por un año y cinco meses hasta que fue muerto en batalla por una invasión de celtas. Por su parte, Memnón escribió que gobernó por dos años y cometió muchos crímenes hasta que los celtas, obligados por el hambre, entraron en su reino. Justino afirmaba que fue capturado y ejecutado por los celtas, considerándolo un castigo divino por sus crímenes. En 280 a. C., finalmente Bolgio enfrentó a Cerauno.
Los galos enviaron una embajada para sondear los ánimos de sus enemigos y pedir dinero a cambio de retirarse, pero Cerauno se burló creyendo que lo hacían por miedo. Exigió que los jefes galos se entregaran y sus guerreros se desarmaran antes de pactar cualquier tratado. Cuando los embajadores volvieron a su campamento, sus jefes reunieron a los hombres y rieron al escuchar la respuesta, asegurando que le enseñarían al monarca. El monarca también recibió una embajada de un rey dardanio, quien le ofreció 20 000 guerreros por una alianza contra los invasores, pero Cerauno lo despreció diciendo: «los macedonios estaban en una triste condición si, después de haber sometido todo el este sin ayuda, ahora requerían ayuda de los dardanios para defender su país; y que tenía por soldados a los hijos de los que habían servido bajo Alejandro Magno, y habían sido victoriosos en todo el mundo». El rey dardanio, ofendido, le respondió: «el famoso reino de Macedonia pronto caería como un sacrificio a la temeridad de un joven inexperto».
Cerauno era inexperto en asuntos militares y muy imprudente, salió a enfrentarlos con unas pocas tropas disciplinadas, creyendo que la guerra era un asunto tan sencillo como los asesinatos. Según los estudios de Ray, el rey macedonio pudo disponer de 18 000 hombres organizados en 9000 piqueros, 3000 hipaspistas, 4000 peltastas y 2000 jinetes armados con lanzas o jabalinas. La población macedónica había decaído por las guerras de Alejandro Magno y la subsecuente emigración, debilitando al reino. En cambio, Bolgio tendría 15 000 guerreros distribuidos en 12 000 a 12 500 tureóforos con espadas, 500 a 1000 hostigadores armados con escudos pequeños y jabalinas y 2000 jinetes.

### Combate
Cerauno presentó batalla pero fue vencido y la mayoría de sus soldados le siguieron a la tumba. Ray cree que el ejército bárbaro debió avanzar por la cuenca del río Haliacmón hasta la planicie central del reino, al oeste de Oréstide, donde podría desplegar a sus tureóforos en una línea de 2,5 km. Con esto forzaba su enemigo a formar su escasa infantería pesada en una demasiado extensa falange, de quizás sólo cuatro hombres de profundidad, para evitar ser flanqueada. En cambio, Bolgio podía desplegar a sus hombres en filas de diez hombres, pues sus espadachines ocupaban más espacio que los piqueros macedonios, y con el apoyo de sus jinetes e infantes ligeros en sus flancos le resultaba fácil intentar un envolvimiento. Es posible que Cerauno no se preocupará mucho, pues contaba con la mejor caballería de la época, su guardia real en el ala derecha, y era superior en infantería ligera en calidad y cantidad. Para el historiador estadounidense, seguramente esperaba detener a los galos pobremente armados con sus sarisas en el centro mientras era su ejército el que envolvía al adversario.
Si bien Ray reconoce que es posible que los bárbaros se abalanzaran a toda velocidad contra la falange macedonia en cuando la vieron marchar lentamente hacia ellos, pudiendo romperla por su delgada profundidad. Sin embargo, lo considera poco probable, en varios otros casos formaciones cerradas de picas consiguieron detener ataques celtas. El historiador cree que los tureóforos atacaron rápidamente a la infantería ligera de Cerauno en los flancos, protegiéndose con sus escudos de los proyectiles hasta llegar al combate cuerpo a cuerpo, donde las peltas y jabalinas eran inútiles. Los peltastas rompieron filas y huyeron hacia la caballería, sumiéndola en la confusión, permitiendo a los celtas atacarla, derribando a los sorprendidos jinetes. Seguramente fue entonces cuando el monarca macedonio se cayó de su elefante de guerra al ser herido. Los celtas lo capturaron y descuartizaron vivo. Su cabeza fue clavada en una pica y paseada por todo el campo de batalla, atemorizando a sus soldados. Algunos macedonios lograron huir, pero casi todos murieron o fueron capturados. Los pocos sobrevivientes debieron ser miembros de la caballería, pues es improbable que algún soldado de la falange lograra escapar. Estos hombres debieron llevar a Pela las noticias del desastre. Afortunadamente, Bolgio decidió dedicarse a saquear las tierras altas y no Botiea.

## Consecuencias
La anterior decisión de Cerauno de ceder hombres a Pirro seguramente le dejó con los soldados menos experimentados, permitiendo a los invasores infringir la mayor derrota que hasta entonces padecieron los macedonios.
Según Justino, Breno, deseoso de obtener botín también, marchó con 150 000 infantes y 15 000 jinetes para unirse a la invasión. Un noble macedonio, Sóstenes, salió a presentarle batalla con los pocos soldados que quedaban y atacó aprovechando que los celtas estaban arrasando las aldeas, pero fueron vencidos por la superioridad numérica de los invasores. Después de esta nueva derrota, los macedonios se refugiaron tras los muros de sus ciudades y dejaron que Breno saqueara el país. Después de este éxito, el jefe galo se sintió animado a robar los templos, especialmente el de Delfos. En cambio, Eusebio dice que Sóstenes logró expulsar a Breno del país y gobernar dos años antes de morir, lo que inició una guerra civil en la que llegó al poder Antígono II.
Para el español Carlos Pacheco, es posible que en realidad, Sóstenes consiguiera derrotar a Bolgio, pero posteriormente, cuando Breno entró en el reino fuera vencido y/o muerto, lo que explicaría las diferencias entre ambas crónicas. Ray cree que Sóstenes debió ser un general leal a Lisímaco y que pasó a servir a Cerauno por asesinar a Seleuco I, rey que había matado a su anterior señor. También habría sido un veterano de la campaña de Casandro contra los galos en 298 a. C., lo que le daba valioso conocimiento sobre su enemigo. En la crítica situación, Sóstenes logró reunir un ejército similar en tamaño al de Cerauno con los veteranos que volvían de las campañas de Pirro de Epiro, veinteañeros inexpertos y veteranos de más de cincuenta años, quienes solían ser una reserva de emergencia en toda polis. Usando su numerosa infantería pesada, probablemente bloqueó todos los pasos que llevaban de las tierras altas a Botiea, a la vez que usaba su caballería y peltastas para fulminantes ataques a las bandas de saqueadores. Finalmente, con la llegada del invierno, Bolgio debió decidir retirarse a su país. Cuando Breno llegó con una horda mucho mayor, Sóstenes consideró más prudente refugiar a su gente y posesiones detrás de los muros de las ciudades y dejarlo pasar, sabedor que su verdadero objetivo era Delfos.

### Clásica
- Diodoro Sículo. Biblioteca histórica. Libro XXII. Digitalizada por UChicago. Basada en traducción griego-inglés por C. Bradford Welles, Loeb Classical Library edition, volumen IX, 1957.
- Eusebio de Cesarea. Crónica. Libro I. Véase en Bedrosian, Robert (2008). Eusebius' Chronicle (en inglés). Nueva York: El autor. Véase también en Pearse, Roger (2008). Eusebius: Chronicle (en inglés). Long Branch: El autor.
- Marco Juniano Justino. Epítome de las Historias filípicas de Pompeyo Trogo. Libros XVII y XXIV. Digitalizado en Attalus. Basado en traducción latín-inglés por John Selby Watson, Londres: George Bell and Sons, 1886. Véase también versión de Tertullian.
- Memnón de Heraclea Póntica. Historia de Heraclea. Digitalizado por Attalus. Basado en traducción griego-inglés por Andrew Smith, 2004.
- Pablo el Diácono. Historia de los pueblos Longobardos. Libro II. Véase en Foulke, William Dudley (1907).  Edward Peters, ed. History of the Langobards. Paule the Deacon (en inglés). Filadelfia: University of Pennsylvania Press. Véase también reimpresión de 2011. ISBN 9780812205589. También edición latina por Georg Waitz, Hannover: MGH SS rerum Langobardicarum et Italicarum, 1878. Digitalizado en Bibliaca Augustana. Véase también en Intra text.
- Pausanias. Descripción de Grecia. Libro X. Versión digitalizada en Perseus. Traducción griego-inglés por W.H.S. Jones & H.A. Ormerod, Harvard University Press, 1918.
- Tito Livio. Historia de Roma. Libro XXXVIII. Digitalizado por Perseus. Basada en traducción latín-inglés por William Heinemann, edición de Evan T. Sage, Harvard University Press, 1936.

### Moderna
- Donnelly Carney, Elizabeth (2013). Arsinoe of Egypt and Macedon: A Royal Life (en inglés). Nueva York: Oxford University Press. ISBN 978-0-19-536551-1.
- Haywood, J. (2010). «The Hellenistic Age». World and Its Peoples (en inglés). Nueva York: Marshall Cavendish Reference. p. 1468. ISBN 9780761479024.
- Ray, Fred Eugene, Jr. (2020). Hellenistic Land Battles 300-167 BCE: A History and Analysis of 130 Engagements (en inglés). Jefferson: McFarland. ISBN 9781476682563.
- Vujcic, Nemanja (2019). «The Army of Lysimachus after Corupedium». Antiquité Vivante (en inglés) LXIX (1-2): 109-122. ISSN 0514-7727.

- Datos: Q134592245